# Жилкин, Антон Геннадьевич
Анто́н Генна́дьевич Жи́лкин (укр. Антон Геннадійович Жилкін; 14 апреля 2003, Юбилейное) — украинский футболист, вратарь клуба «Ингулец».

## Клубная карьера
Родился в посёлке Юбилейное Днепропетровской области. В ДЮФЛУ выступал за киевское «Динамо» и днепровское училище физической культуры. В начале августа 2020 года перебрался в структуру луганской «Зари». Сначала выступал за юношескую и молодёжную команду. Впервые в заявку первой команды попал 29 августа 2021 года на победный (1:0) домашний поединок 6-го тура Премьер-лиги Украины против полтавской «Ворсклы».
Дебютировал за первую команду луганчан 14 декабря 2023 года в победном (4:0) домашнем поединке 6-го тура группы B Лиги конференций УЕФА против исландского «Брейдаблика». Жилкин вышел на поле на 90+1-й минуте вместо Александра Сапутина. Этот выход так и остался единственным для молодого вратаря в составе «Зари».
18 июля 2024 года свободным агентом перешёл в «Ингулец», с которым подписал 3-летний контракт. Дебютировал за команду в матче Кубка Украины против «Пробия».
3 мая 2025 года Антон Жилкин провёл дебютный матч в Украинской Премьер-лиге, выйдя в стартовом составе на игру против «Динамо» Киев. В течение встречи совершил шесть сэйвов, однако избежать пропущенных мячей не удалось — матч завершился победой «Динамо» со счётом 0:4.

## Карьера в сборной
В футболке юношеской сборной Украины (u-16) дебютировал 22 января 2019 года в поединке турнира Development Cup против юношеской сборной Словакии (U-17). Антон вышел на поле в стартовом составе, отыграв весь матч. Встреча завершилась победой словацкой команды 0:2.

## Семья
Сын футболиста Геннадия Жилкина.